# Jordaanse dinar
De dinar is de munteenheid van Jordanië. Eén dinar is duizend fils.
De volgende munten worden gebruikt: 5 fil (½ piaster), 10 fil (1 piaster), 25 fil (2½ piaster), 50 fil (5 piaster), 100 fil (10 piaster) en ¼, ½ en 1 dinar. Het papiergeld is beschikbaar in 1, 5, 10, 20 en 50 dinar.

## Geschiedenis
De eerste munten in Jordanië waren Griekse zilveren munten in de 5e eeuw v.Chr. De eerste munten vanuit het gebied zelf worden uitgegeven door koning Aretas II (87-62) vanuit de stad Petra. Per 680 werd islamitisch geld ingevoerd. Tot de Britse bezetting in 1918 circuleerden Syrisch, Iraaks en Egyptisch geld in Jordanië. De Ottomaanse piaster werd in 1918 opgevolgd door het Egyptisch pond. Dit werd in 1927 vervangen door het Palestijns pond (PSP). De Jordaanse dinar (JOD) verving deze munteenheid 1:1 in 1965. Aangezien de Palestijnen geen eigen munteenheid hebben gebruiken ze de Jordaanse dinar of de Israëlische sjekel (NIS).

## Bankbiljetten
| Serie 2002 | Serie 2002 | Serie 2002 | Serie 2002 | Serie 2002       | Serie 2002                           |
| Afbeelding | Afbeelding | Waarde     | Jaartal    | Voorzijde        | Achterzijde                          |
| ---------- | ---------- | ---------- | ---------- | ---------------- | ------------------------------------ |
|            |            | 1 dinar    | 2003       | Hoessein ibn Ali | Arabische opstand                    |
|            |            | 5 dinar    | 2002       | Abdoellah I      | Ma’an paleis                         |
|            |            | 10 dinar   | 2002       | Talal            | Eerste parlementsgebouw van Jordanië |
|            |            | 20 dinar   | 2003       | Hoessein         | Rotskoepel                           |
|            |            | 50 dinar   | 2003       | Abdoellah II     | Raghadan paleis                      |